# علي عبد الرسول العصفور
علي عبد الرسول العصفور (مواليد 1993) لاعب كرة قدم بحريني يلعب حاليا لصالح نادي الدرجة الأولى الأهلي البحريني في مركز الوسط المهاجم من 2016.

## الإنجازات
- أفضل لاعب صاعد في الدوري البحريني الممتاز 2015–16[2]